# Furcraea stricta
Furcraea stricta är en sparrisväxtart som beskrevs av Georg Albano von Jacobi. Furcraea stricta ingår i släktet Furcraea och familjen sparrisväxter. Inga underarter finns listade i Catalogue of Life.